# Chalabre
Chalabre (occitan: Eissalabra) là một xã của Pháp, nằm ở tỉnh Aude trong vùng Occitanie. Người dân địa phương trong tiếng Pháp gọi là Chalabrois.

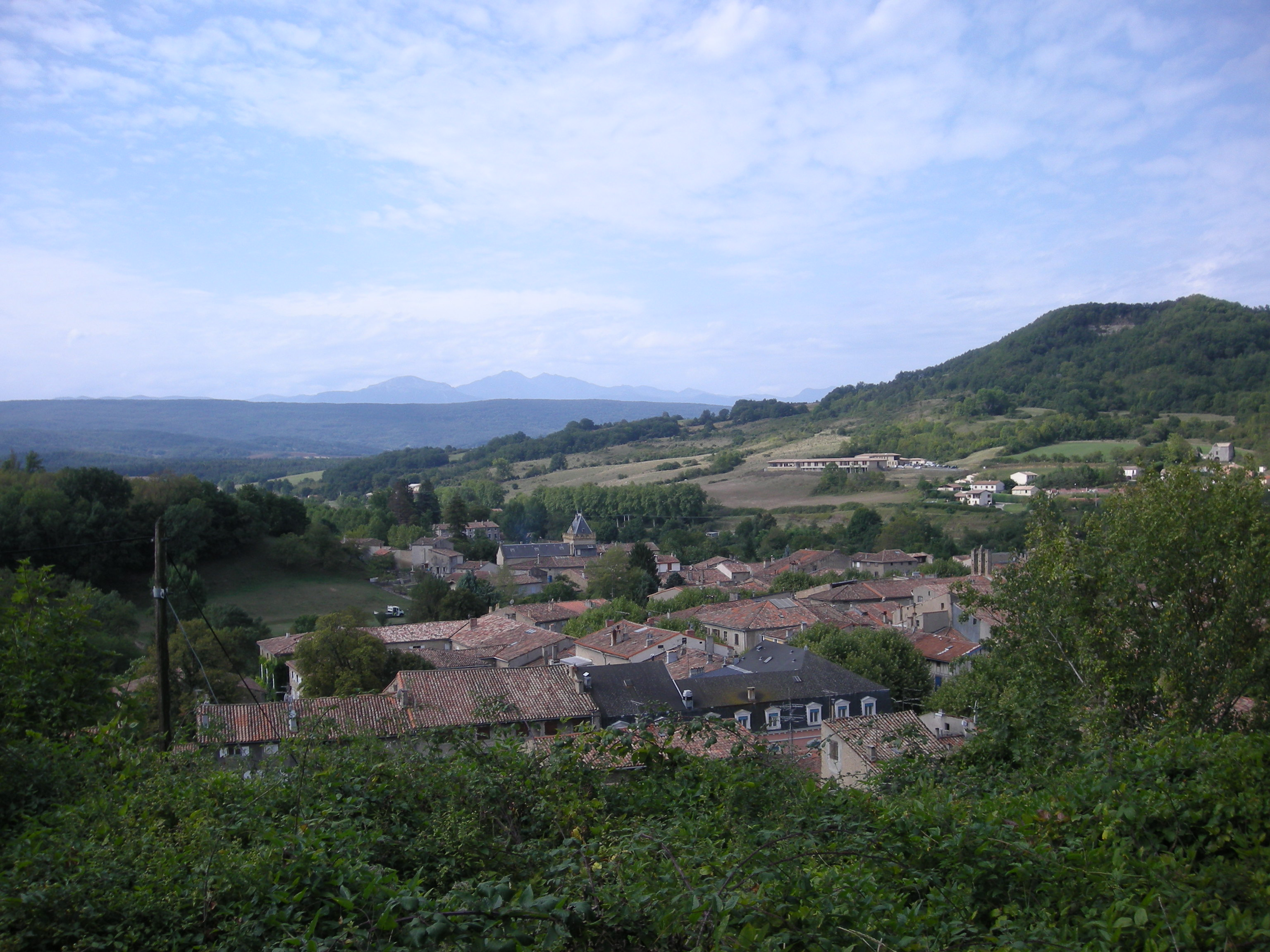
Cảnh quan

## Hành chính
| Danh sách các xã trưởng                |           |                     |      |         |
| Giai đoạn                              | Giai đoạn | Tên                 | Đảng | Tư cách |
| mars 2001                              | 2014      | Christian Guilhamat | ?    |         |
| 1989                                   | 2001      | Jacques Montagné    | PS   |         |
| 1971                                   | 1989      | René Boyer          |      |         |
| 1959                                   | 1971      | Augustin Maugard    |      |         |
| 1947                                   | 1959      | Maurice Samitié     |      |         |
| 1941                                   | 1947      | Jean-Baptiste Vidal |      |         |
| 1931                                   | 1941      | Émile Fitaire       |      |         |
| 1929                                   | 1931      | François Jean       |      |         |
| 1925                                   | 1929      | Joseph Rolland      |      |         |
| 1924                                   | 1925      | Henri Salvat        |      |         |
| 1920                                   | 1921      | Jean Amiel          |      |         |
| 1905                                   | 1920      | Henri Rascol        |      |         |
| 1896                                   | 1905      | Osmain Laffite      |      |         |
| Tất cả các dữ liệu trước đây không rõ. |           |                     |      |         |

## Thông tin nhân khẩu
| Năm | 1962 | 1968 | 1975 | 1982 | 1990 | 1999 |
| --- | ---- | ---- | ---- | ---- | ---- | ---- |
| Dân số | 1771 | 1838 | 1583 | 1441 | 1262 | 1172 |
| From the year 1962 on: No double counting—residents of multiple communes (e.g. students and military personnel) are counted only once. |      |      |      |      |      |      |